# Kampus Uniwersytetu Ekonomicznego w Krakowie

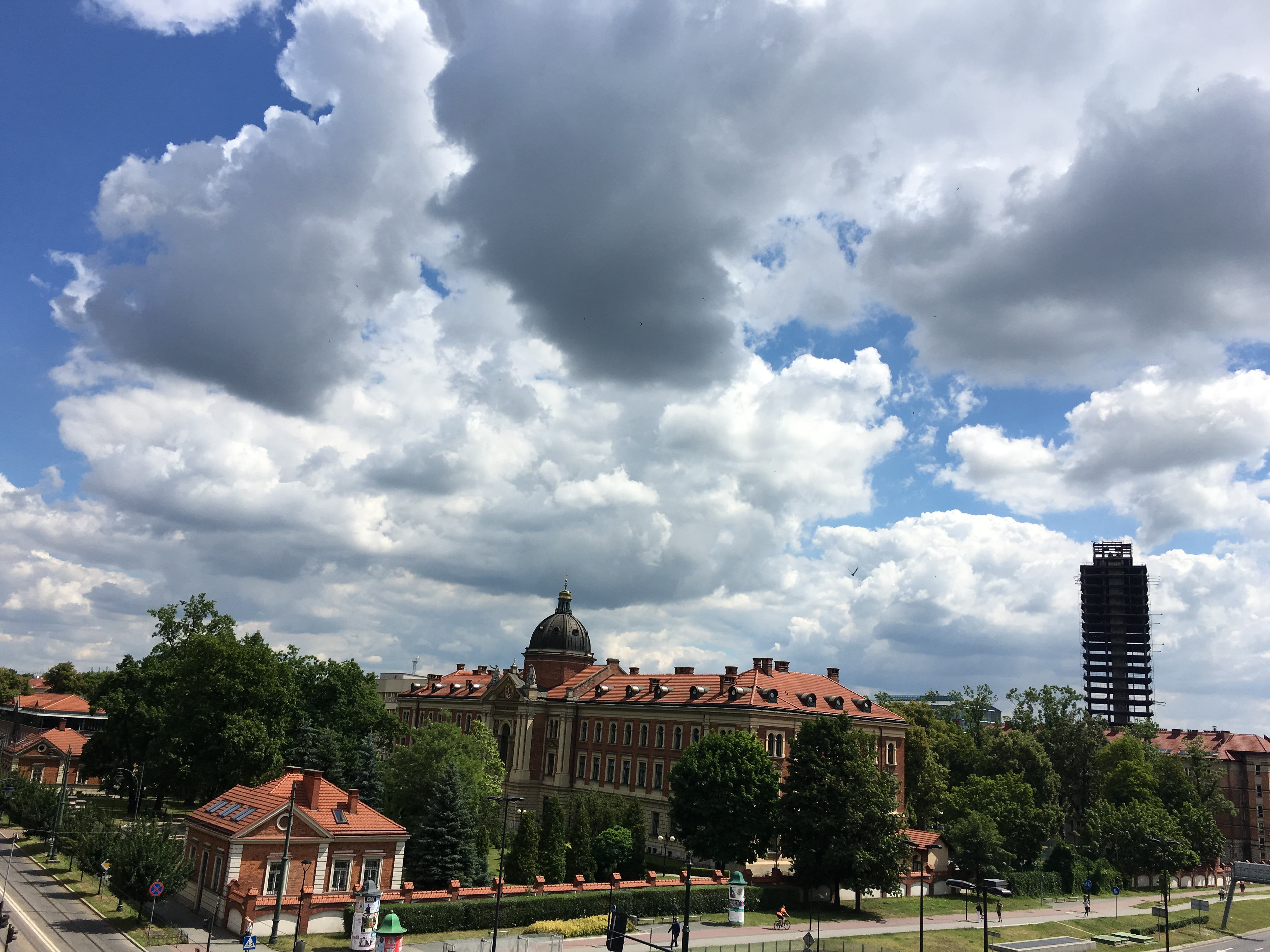
Gmach Główny Uniwersytetu Ekonomicznego w Krakowie na terenie kampusu Uniwersytetu Ekonomicznego w Krakowie

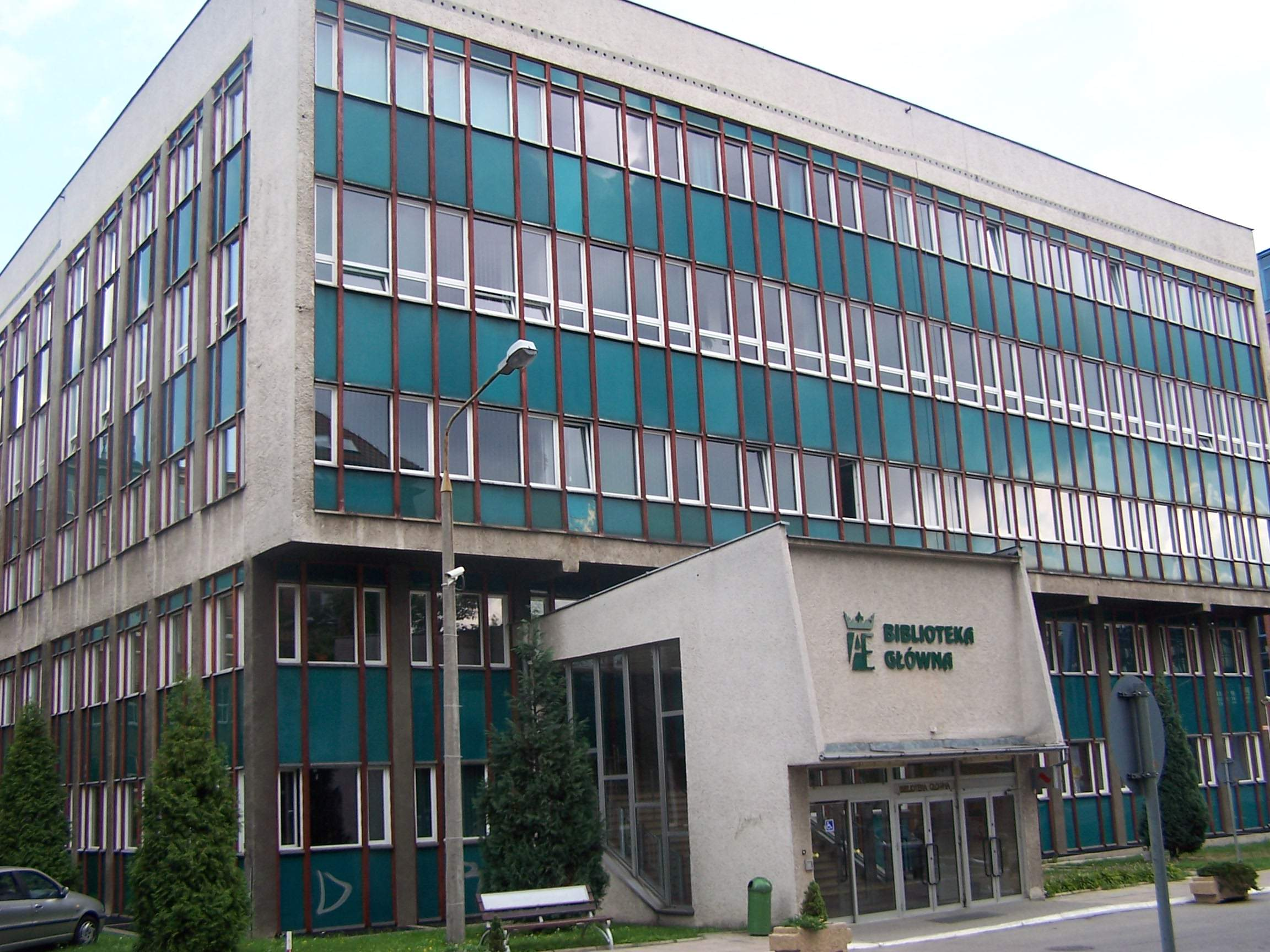
Biblioteka Główna UE w Krakowie

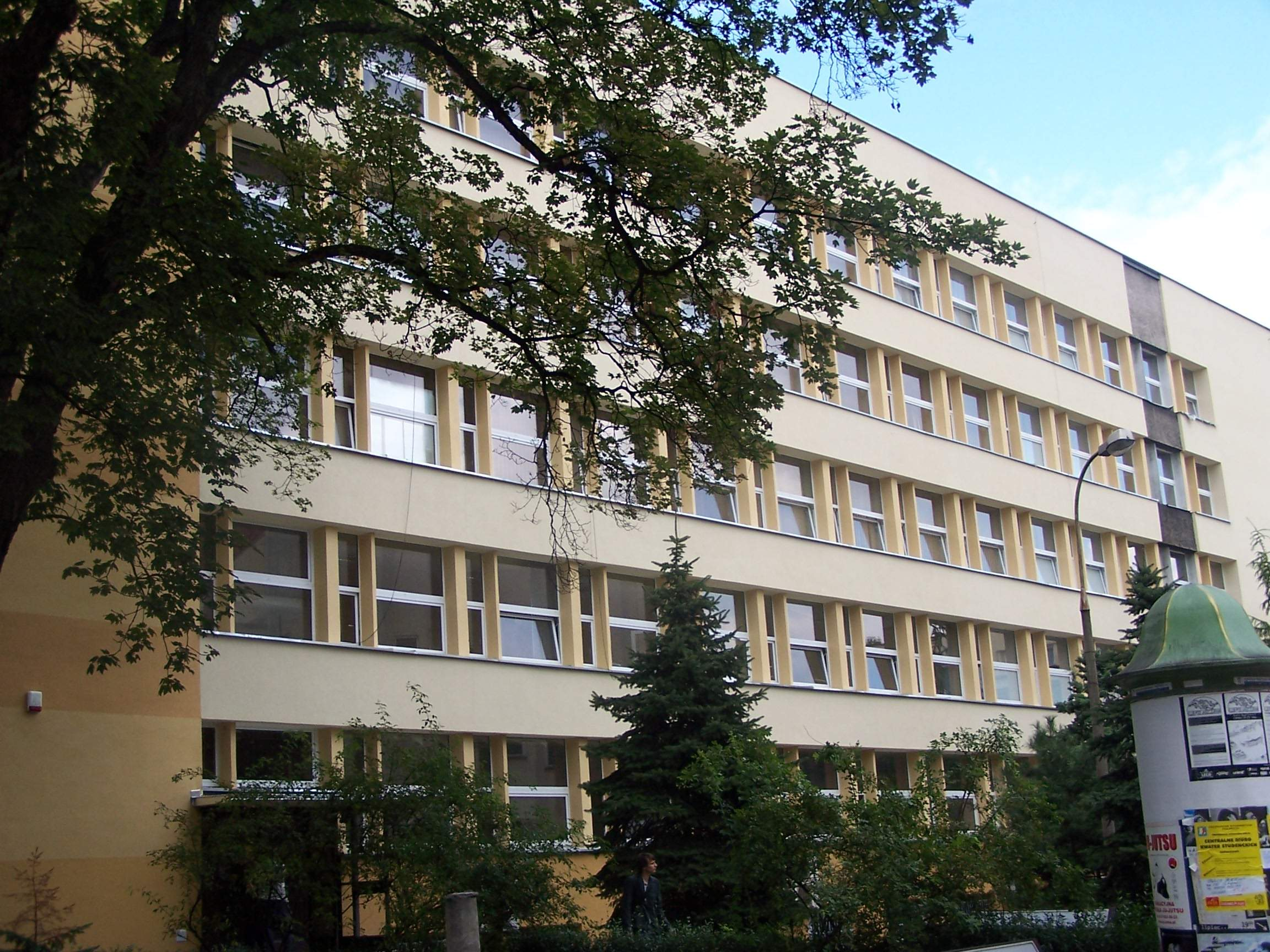
Pawilon A

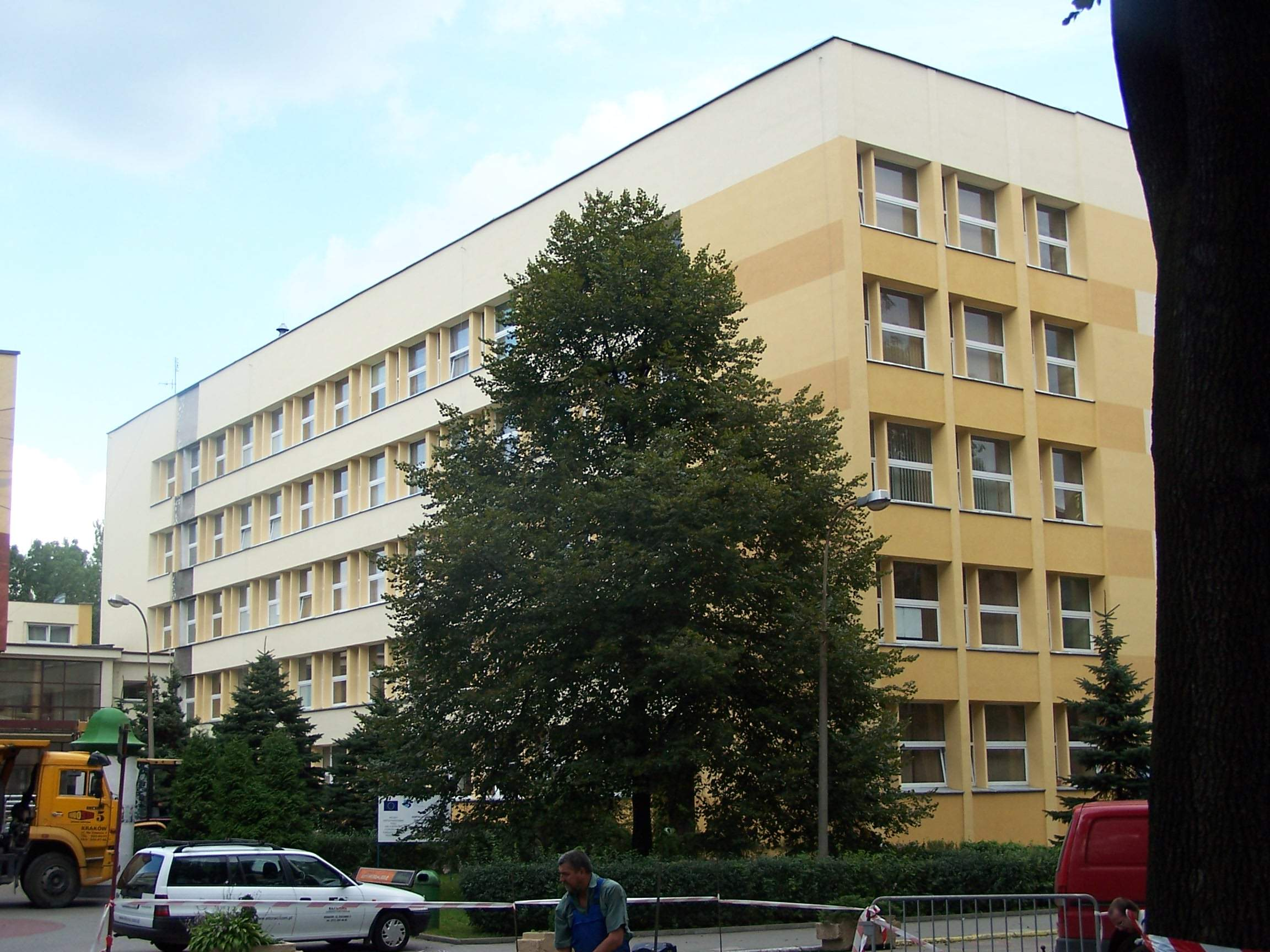
Pawilon B

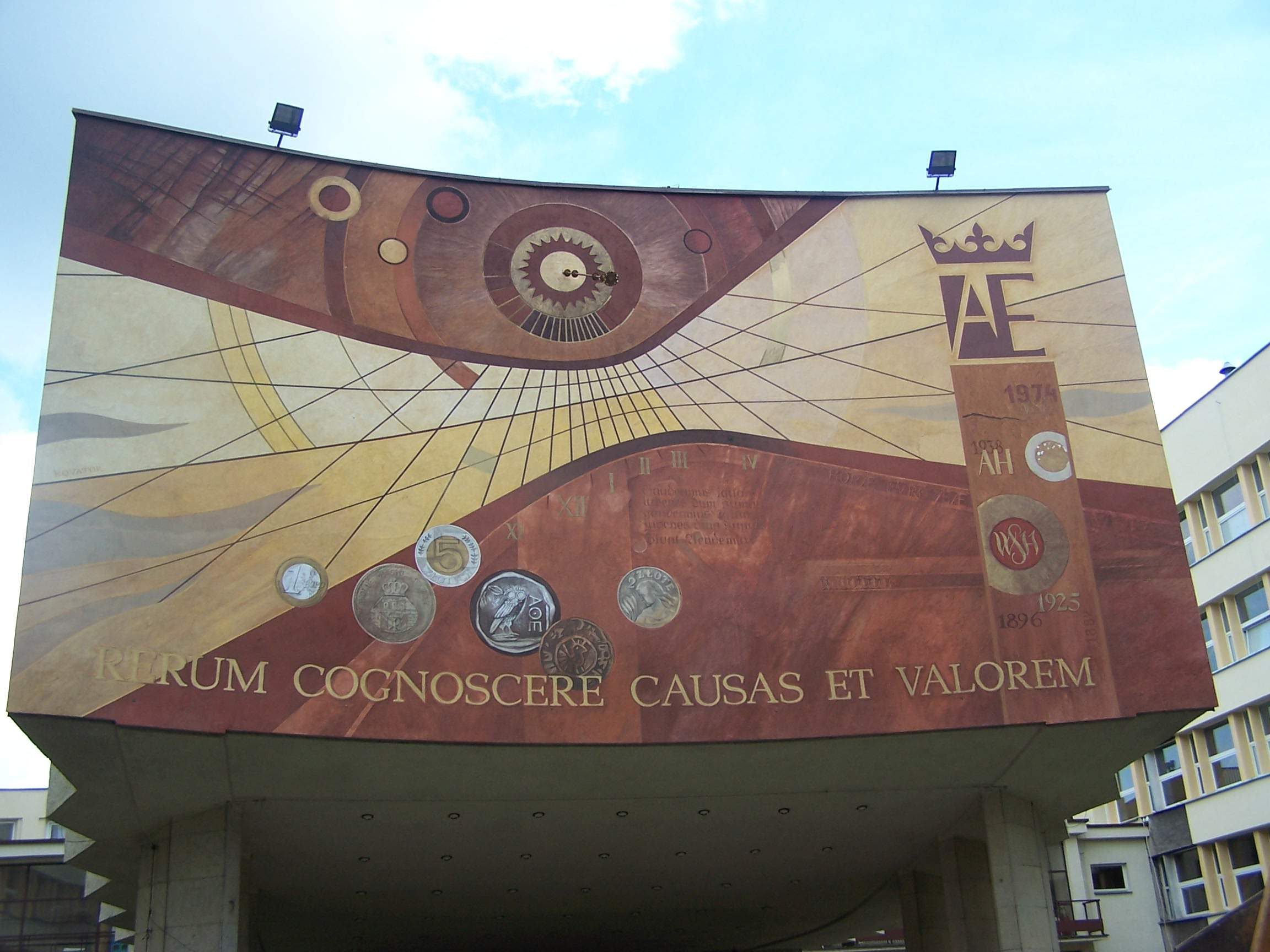
Pawilon C

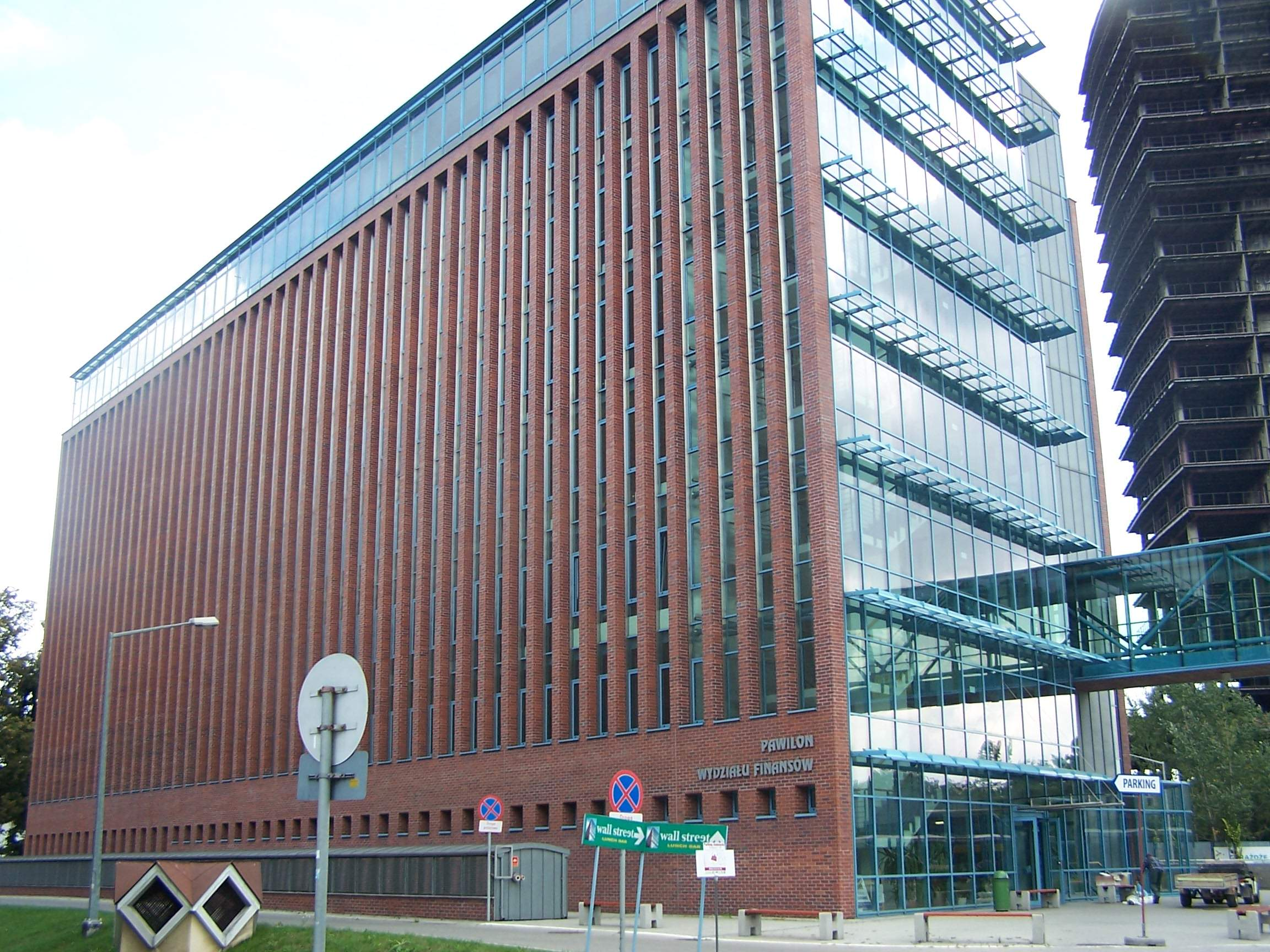
Pawilon F

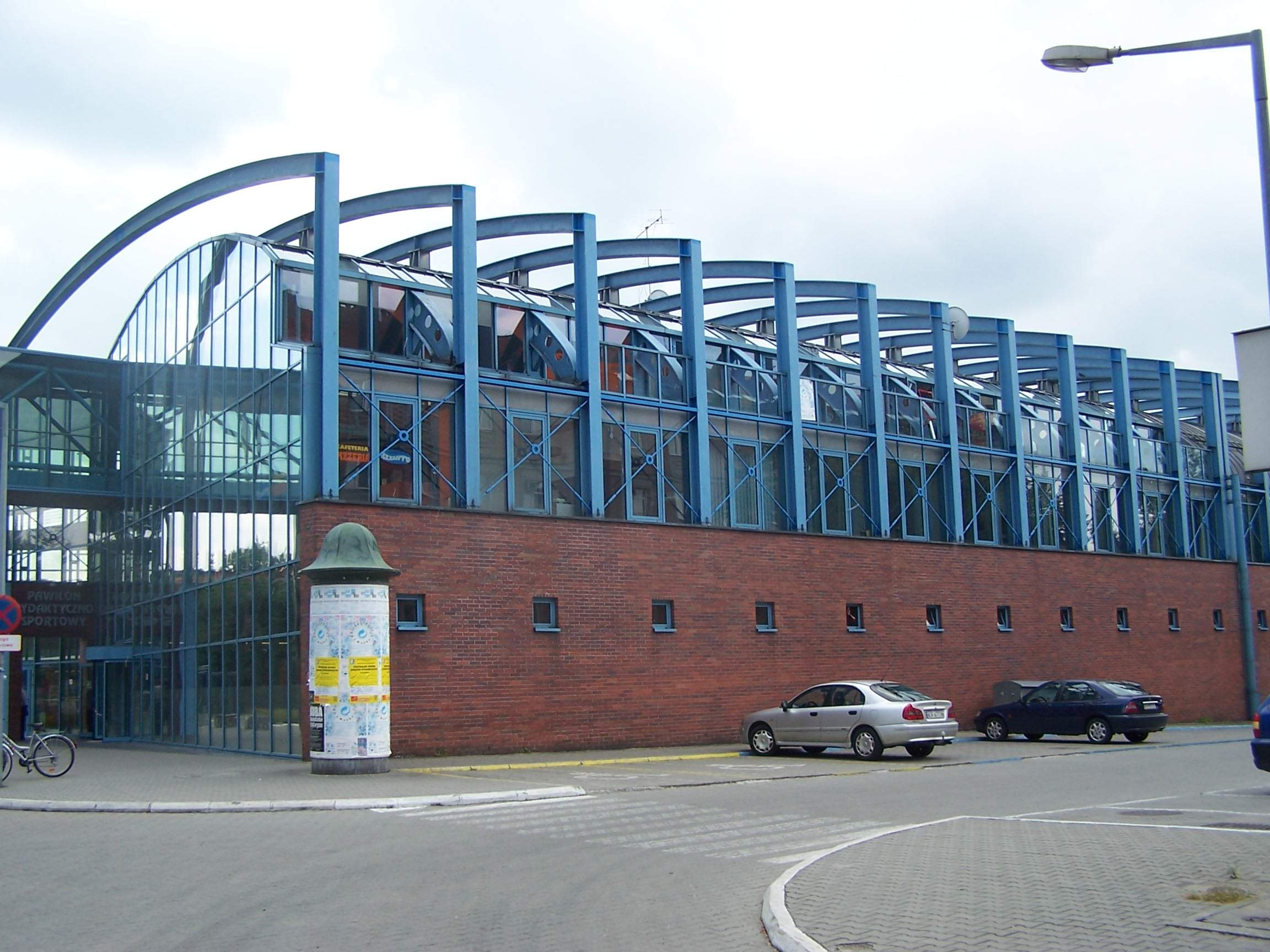
Pawilon S

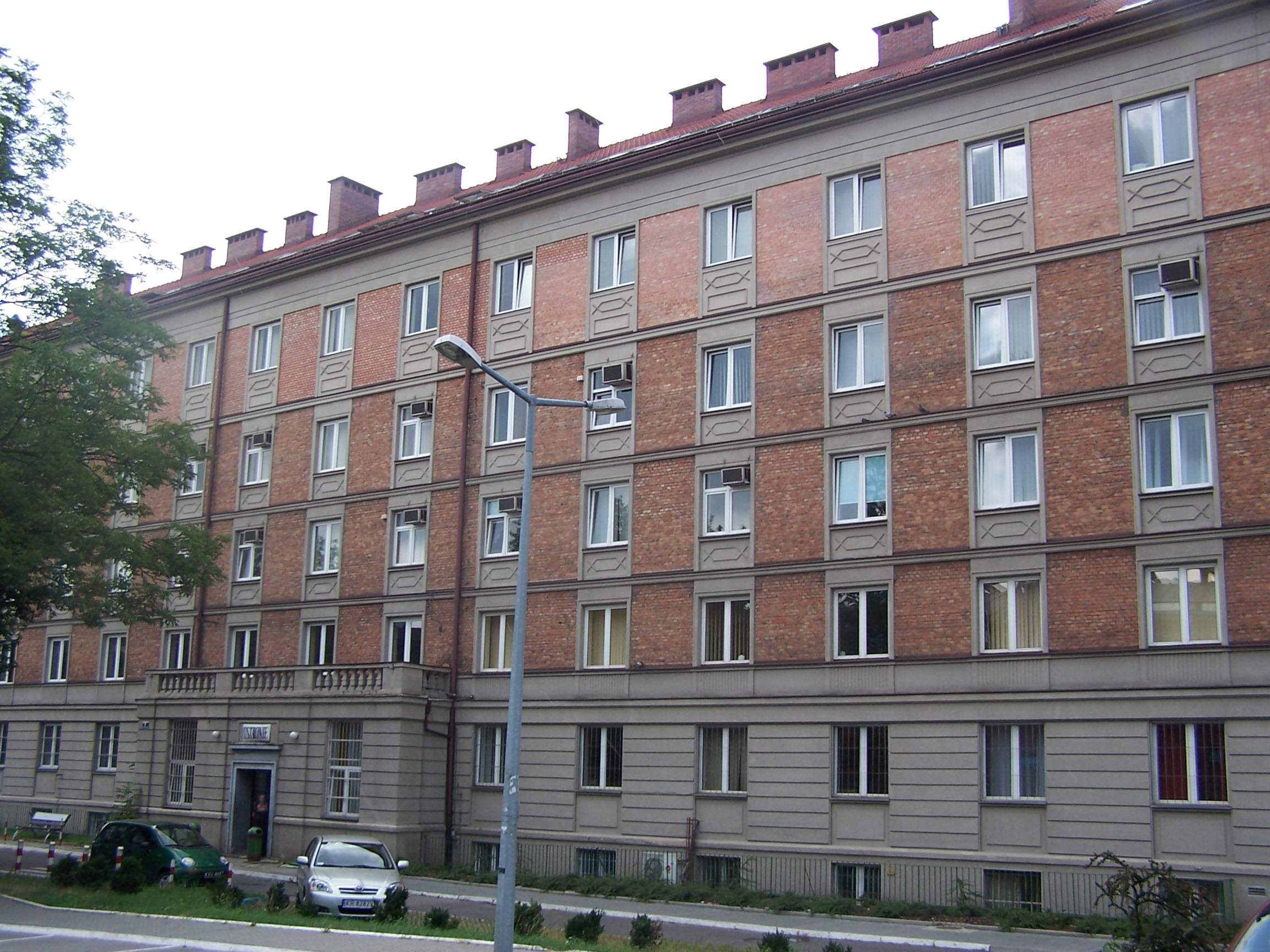
Budynek "Ustronie"

Kampus Uniwersytetu Ekonomicznego w Krakowie – obejmuje kompleks budynków położonych w Krakowie przy ulicy Rakowickiej 27. Posiadłość została przekazana uczelni w dniu 24 sierpnia 1952 roku.

## Historia lokalizacji Uczelni
- 1925 – zajmowanie budynku przy ul. Kapucyńskiej 2
- 1927 – przeniesienie Uczelni do budynku przy ul. Sienkiewicza 4 wybudowanego ze środków własnych
- 1931 – wzniesienie drugiego budynku przy ul. Sienkiewicza 5
- 1952 – przeniesienie Uczelni do budynków przy ul. Rakowickiej 27 (dawnej Fundacji im. Księcia Aleksandra Ignacego Lubomirskiego)
- 1970 – oddanie do użytku pawilonów dydaktycznych A, B, C przy ul. Rakowickiej 27
- 1976 – oddanie do użytku pawilonu D
- 1983 – oddanie do użytku pawilonu E
- 1990 – oddanie do użytku budynku przy ul. Rakowickiej 16
- 1993 – oddanie do użytku I części budynku Biblioteki Głównej
- 1995 – oddanie do użytku gmachu Biblioteki Głównej
- 1998 – Oddanie do użytku hali sportowej oraz części dydaktyczno-naukowej
- 2000 – oddanie do użytku krytego basenu
- 2004 – oddanie do użytku pawilonu dydaktycznego F przy ul. Rakowickiej 27
- 2012 – oddanie do użytku pawilonu G

## Kampus przy ulicy Rakowickiej 27
Kampus Uniwersytetu Ekonomicznego w Krakowie położony przy ul. Rakowickiej 27 jest główną lokalizacją Uniwersytetu Ekonomicznego w Krakowie. Uczelnia znajduje się zarówno w zabytkowych budynkach byłej Fundacji Księcia Aleksandra Lubomirskiego, jak i w licznych pawilonach dydaktycznych powstałych w latach 70. XX wieku oraz na początku XXI wieku. Obecnie w skład kampusu przy ulicy Rakowickiej wchodzą:
- Budynek Główny 
  - sala koło kortów na tyłach Budynku Głównego (niegdyś kryty basen dla wychowanków schroniska)
- Księżówka (obecnie siedziba Działu Promocji i Akademickiego Centrum Kariery)
- Domek ogrodnika (obecnie siedziba sekretariatu głównego, wartowni oraz Fundacji Uniwersytetu Ekonomicznego)
- Stróżówka (obecnie Biuro Programów Zagranicznych)
- Pawilon dydaktyczny A
- Pawilon dydaktyczny B
- Pawilon dydaktyczny C
- Pawilon dydaktyczny D
- Pawilon dydaktyczny E
- Pawilon dydaktyczny F (tzw. Pawilon Wydziału Finansów, również siedziba Studium Języków Obcych) 
  - 3-poziomowy parking podziemny
- Pawilon dydaktyczny G (nowy pawilon zlokalizowany tuż przy ul. Rakowickiej, sale dydaktyczne)
- Pawilon H (siedziba magazynów, działu administracyjno-gospodarczego)
- Budynek dydaktyczny "Ustronie" (dawny dom studencki)
- Pawilon Sportowo-Dydaktyczny (zwany również "pawilonem S")
  - nowoczesna hala sportowa
  - basen
  - 9 sal dydaktycznych zlokalizowanych nad basenem i halą sportową
- Kort tenisowy
- Parking
- Biblioteka Główna

## Budynki Uczelni zlokalizowane w Krakowie poza kampusem
- część budynku przy Rynku Głównym (sale dydaktyczne)
- budynek przy ulicy Sienkiewicza 4 (część Wydziału Towaroznawstwa wraz z pokojami gościnnymi)
- część budynku przy ulicy Rakowickiej 16
- Dom Studencki "Merkury" przy Al. 29 Listopada 48A
- Dom Studencki "Fafik" przy ul. Racławickiej 9

Ponadto Uniwersytet Ekonomiczny dysponuje w Krakowie miejscami na miasteczku studenckim AGH oraz na os. Złotej Jesieni w Nowej Hucie.

## Posiadłości Uczelni poza Krakowem
Uniwersytet Ekonomiczny w Krakowie posiada również posiadłości poza miastem, między innymi:
- budynki dydaktyczne w Dębicy (tzw. kampus w Dębicy)
- dom wypoczynkowy w górach